# Persone di nome Auguste
| Questa pagina contiene informazioni ricavate automaticamente dalle voci biografiche con l'ausilio del template Bio e di un bot. L'aggiornamento è periodico e automatico e ricostruisce completamente la pagina. Se manca una persona in questa lista, sei pregato di non aggiungerla, ma accertati piuttosto che la sua voce biografica contenga il template Bio e che i dati anagrafici siano correttamente compilati. Se il template Bio manca, inseriscilo tu stesso o, in alternativa, metti l'avviso {{tmp\|Bio}} che ne segnala la mancanza. Se i dati riportati sono sbagliati, correggi direttamente la voce biografica; le modifiche saranno visibili in questa lista entro pochi giorni. Per chiarimenti vedi il progetto antroponimi. La lista contiene solo le 126 persone che sono citate nell'enciclopedia e per le quali è stato implementato correttamente il template Bio. Pagina aggiornata al 6 ago 2025. |

Questa è una lista di persone presenti nell'enciclopedia che hanno il nome Auguste, suddivise per attività principale.

## Allenatori di calcio(1)
- Auguste Pelsmaeker, allenatore di calcio e calciatore belga (Anversa, n. 1899 - † 1976)

## Anarchici(1)
- Auguste Vaillant, anarchico francese (Charleville-Mézières, n. 1861 - Parigi, † 1894)

## Architetti(3)
- Auguste Caristie, architetto francese (Avallon, n. 1783 - Parigi, † 1862)
- Auguste de Montferrand, architetto francese (Parigi, n. 1786 - San Pietroburgo, † 1858)
- Auguste Perret, architetto e imprenditore francese (Ixelles, n. 1874 - Parigi, † 1954)

## Archivisti(1)
- Auguste Vallet de Viriville, archivista e storico francese (Parigi, n. 1815 - Parigi, † 1868)

## Arcieri(1)
- Auguste Serrurier, arciere francese (Denain, n. 1857 - Denain, † 1924)

## Arcivescovi cattolici(1)
- Auguste Van Heule, arcivescovo cattolico e missionario belga (Ypres, n. 1821 - Calcutta, † 1865)

## Astronomi(1)
- Auguste Honoré Charlois, astronomo francese (La Cadière-d'Azur, n. 1864 - Nizza, † 1910)

## Attivisti(2)
- Auguste Sicard, attivista francese (Albi, n. 1839)
- Auguste Viard, attivista francese (Lachapelle-aux-Pots, n. 1836 - Saint-Ouen, † 1892)

## Attrici(1)
- Gusti Huber, attrice austriaca (Wieden, n. 1914 - Mount Kisco, † 1993)

## Botanici(3)
- Auguste Jean Baptiste Chevalier, botanico francese (Domfront, n. 1873 - Parigi, † 1956)
- Auguste François Le Jolis, botanico francese (Cherbourg-Octeville, n. 1823 - Cherbourg-Octeville, † 1904)
- Auguste Pomel, botanico, paleontologo e geologo francese (Issoire, n. 1821 - Draâ El Mizan, † 1898)

## Calciatori(5)
- Marcel Capelle, calciatore francese (Parigi, n. 1904 - Espalion, † 1996)
- Auguste Hellemans, calciatore e allenatore di calcio belga (Kapelle-op-den-Bos, n. 1907 - Berchem-Sainte-Agathe, † 1992)
- Auguste Jordan, calciatore e allenatore di calcio austriaco (Linz, n. 1909 - Château-Thierry, † 1990)
- Auguste Ruyssevelt, calciatore belga (n. 1896)
- Auguste Tousset, calciatore francese (Parigi, n. 1889 - Parigi, † 1937)

## Chimici(5)
- Auguste Béhal, chimico francese (Lens, n. 1859 - Mennecy, † 1941)
- Auguste André Thomas Cahours, chimico francese (Parigi, n. 1813 - Parigi, † 1891)
- Auguste Georges Darzens, chimico francese (Mosca, n. 1867 - Parigi, † 1954)
- Auguste Laurent, chimico francese (La Folie, n. 1807 - Parigi, † 1853)
- Auguste Millon, chimico, agronomo e farmacista francese (Châlons-sur-Marne, n. 1812 - Saint-Seine-l'Abbaye, † 1867)

## Chirurghi(1)
- Auguste Nélaton, chirurgo francese (Parigi, n. 1807 - Parigi, † 1873)

## Ciclisti su strada(5)
- Auguste Benoît, ciclista su strada belga (Pont-de-Loup, n. 1886 - Charleroi, † 1955)
- Auguste Garrebeek, ciclista su strada belga (Dworp, n. 1912 - Asse, † 1973)
- Auguste Mallet, ciclista su strada francese (Thiergeville, n. 1913 - Parigi, † 1946)
- Auguste Stephane, ciclista su strada e pistard francese (Metz, n. 1863 - Publier, † 1947)
- Auguste Verdyck, ciclista su strada belga (Schoten, n. 1902 - Merksem, † 1988)

## Compositori(4)
- Auguste Chapuis, compositore, organista e docente francese (Dampierre-sur-Salon, n. 1858 - Parigi, † 1933)
- Auguste Dupont, compositore e pianista belga (Ensival, n. 1827 - Bruxelles, † 1890)
- Auguste Mathieu Panseron, compositore e insegnante francese (Parigi, n. 1796 - Parigi, † 1859)
- Auguste Wolff, compositore e pianista francese (Parigi, n. 1821 - † 1887)

## Critici letterari(1)
- Émile Faguet, critico letterario francese (La Roche-sur-Yon, n. 1847 - Parigi, † 1916)

## Diplomatici(1)
- Auguste Pavie, diplomatico, esploratore e scrittore francese (Dinan, n. 1847 - Thourie, † 1925)

## Drammaturghi(2)
- Auguste Anicet-Bourgeois, drammaturgo e librettista francese (Parigi, n. 1806 - Pau, † 1871)
- Auguste Pittaud de Forges, drammaturgo e librettista francese (Parigi, n. 1803 - Saint-Gratien, † 1881)

## Ebanisti(1)
- Auguste Metgé, ebanista e scultore francese (Sorèze, n. 1883 - Sorèze, † 1970)

## Filosofi(1)
- Auguste Comte, filosofo francese (Montpellier, n. 1798 - Parigi, † 1857)

## Fisici(3)
- Auguste Bravais, fisico, cristallografo e meteorologo francese (Annonay, n. 1811 - Le Chesnay, † 1863)
- Auguste Piccard, fisico e esploratore svizzero (Basilea, n. 1884 - Losanna, † 1962)
- Auguste de La Rive, fisico svizzero (Ginevra, n. 1801 - Marsiglia, † 1873)

## Fotografi(2)
- Auguste Belloc, fotografo francese (Montrabé - Parigi)
- Auguste Mestral, fotografo francese (Rans, n. 1812 - Rans, † 1884)

## Fumettisti(1)
- Auguste Liquois, fumettista e pittore francese (Angers, n. 1902 - Vitray-en-Beauce, † 1969)

## Generali(14)
- Auguste Jean Ameil, generale francese (Parigi, n. 1775 - Parigi, † 1822)
- Auguste Marie Raymond d'Arenberg, generale belga (Bruxelles, n. 1753 - Bruxelles, † 1833)
- Auguste Julien Bigarré, generale francese (Le Palais, n. 1775 - Rennes, † 1838)
- Auguste Jean-Gabriel de Caulaincourt, generale e diplomatico francese (Caulaincourt, n. 1777 - Borodino, † 1812)
- Auguste Étienne Marie Gourlez de Lamotte, generale francese (Parigi, n. 1772 - Parigi, † 1836)
- Auguste Hirschauer, generale francese (Saint-Avold, n. 1857 - Versailles, † 1943)
- Auguste du Vergier de La Rochejaquelein, generale francese (La Jaudonnière, n. 1783 - Parigi, † 1868)
- Auguste Lahoulle, generale e aviatore francese (Nantes, n. 1891 - Rabat, † 1959)
- Auguste Marmont, generale francese (Châtillon-sur-Seine, n. 1774 - Venezia, † 1852)
- Auguste Mercier, generale e politico francese (Arras, n. 1833 - Parigi, † 1921)
- Auguste Alfred de Montaigu, generale francese (Parigi, n. 1816 - Parigi, † 1888)
- Charles Noguès, generale francese (Monléon-Magnoac, n. 1876 - Parigi, † 1971)
- Auguste Marie Henri Picot de Dampierre, generale francese (Parigi, n. 1756 - Valenciennes, † 1793)
- Auguste Regnaud de Saint-Jean d'Angély, generale e politico francese (Parigi, n. 1794 - Cannes, † 1870)

## Ginnasti(2)
- Auguste Castille, ginnasta francese (Elbeuf, n. 1883 - Sotteville-lès-Rouen, † 1971)
- Auguste Hoël, ginnasta francese (n. 1890 - † 1967)

## Giornalisti(1)
- Auguste Dumont, giornalista, saggista e scrittore francese (Parigi, n. 1816 - Parigi, † 1885)

## Giuristi(1)
- Auguste Champetier de Ribes, giurista e politico francese (Antony, n. 1882 - Parigi, † 1947)

## Illustratori(1)
- Auguste Roedel, illustratore e litografo francese (Parigi, n. 1859 - Parigi, † 1900)

## Incisori(1)
- Auguste Lepère, incisore, illustratore e pittore francese (Parigi, n. 1849 - Domme, † 1918)

## Ingegneri(2)
- Eugène Brillié, ingegnere francese (Parigi, n. 1863 - Seignelay, † 1940)
- Auguste Michel-Lévy, ingegnere, geologo e mineralogista francese (Parigi, n. 1844 - Parigi, † 1911)

## Maratoneti(1)
- Auguste Marchais, maratoneta francese (Parigi, n. 1872 - Courbevoie, † 1952)

## Medici(3)
- Auguste Bérard, medico francese (Varrains, n. 1802 - Parigi, † 1846)
- Maurice Raynaud, medico francese (Parigi, n. 1834 - Parigi, † 1881)
- Auguste Ambroise Tardieu, medico e criminologo francese (Parigi, n. 1818 - Parigi, † 1879)

## Naturalisti(1)
- Auguste Adolphe Marc Reynaud, naturalista e medico francese (Tolone, n. 1804 - Tolone, † 1887)

## Navigatori(1)
- Auguste Marceau, marinaio francese (Châteaudun, n. 1806 - Tours, † 1851)

## Nobili(1)
- Charles Joseph, conte de Flahaut, nobile e generale francese (Parigi, n. 1785 - Parigi, † 1870)

## Nuotatori(1)
- Louis Marc, nuotatore e pallanuotista francese (Aubers, n. 1880 - Camphin-en-Carembault, † 1946)

## Operai(1)
- Auguste Serraillier, operaio francese (Draguignan, n. 1840)

## Organisti(1)
- August Mustel, organista e inventore francese (Le Havre, n. 1842 - Parigi, † 1919)

## Orientalisti(1)
- Auguste Barth, orientalista, storico delle religioni e epigrafista francese (Strasburgo, n. 1834 - Parigi, † 1916)

## Pallanuotisti(2)
- Auguste Michant, pallanuotista belga (Etterbeek, n. 1876)
- Auguste Pesloy, pallanuotista francese (n. 1883)

## Patologi(1)
- Auguste François Chomel, patologo francese (Parigi, n. 1788 - † 1858)

## Piloti automobilistici(1)
- Georges Grignard, pilota automobilistico francese (Villeneuve-Saint-Georges, n. 1905 - Le Port-Marly, † 1977)

## Pistard(1)
- Auguste Daumain, pistard e ciclista su strada francese (Selles-sur-Cher, n. 1877 - Santiago del Cile, † 1938)

## Pittori(10)
- Auguste Allongé, pittore, illustratore e incisore francese (Parigi, n. 1833 - Bourron-Marlotte, † 1898)
- Auguste Baud-Bovy, pittore svizzero (Ginevra, n. 1848 - Davos, † 1899)
- Auguste Bonheur, pittore francese (Bordeaux, n. 1824 - Bellevue-la-Montagne, † 1884)
- Auguste Chabaud, pittore e scultore francese (Nîmes, n. 1882 - Graveson, † 1955)
- Auguste Charpentier, pittore francese (Parigi, n. 1813 - Parigi, † 1880)
- Auguste François-Marie Gorguet, pittore, incisore e illustratore francese (Parigi, n. 1862 - Parigi, † 1927)
- Auguste Herbin, pittore francese (Quiévy, n. 1882 - Parigi, † 1960)
- Auguste Levêque, pittore, scultore e poeta belga (Nivelles, n. 1866 - Saint-Josse-ten-Noode, † 1921)
- Auguste Alfred Rubé, pittore, decoratore e scenografo francese (IX arrondissement di Parigi, n. 1817 - X arrondissement di Parigi, † 1899)
- Auguste Toulmouche, pittore francese (Nantes, n. 1829 - Parigi, † 1890)

## Poeti(3)
- Auguste Angellier, poeta francese (Dunkerque, n. 1848 - Boulogne-sur-Mer, † 1911)
- Auguste Arnould, poeta, scrittore e drammaturgo francese (Parigi, n. 1803 - San Pietroburgo, † 1854)
- Auguste Lacaussade, poeta francese (Saint-Denis, n. 1815 - Parigi, † 1897)

## Politici(3)
- Auguste Beernaert, politico belga (Ostenda, n. 1829 - Lucerna, † 1912)
- Auguste Manga Ndoumbe, politico camerunese (n. 1851 - † 1908)
- Auguste Roy de Loulay, politico e avvocato francese (Asnières-la-Giraud, n. 1818 - Parigi, † 1896)

## Presbiteri(1)
- Auguste Valensin, presbitero e saggista francese (Marsiglia, n. 1879 - Nizza, † 1953)

## Psichiatri(1)
- Auguste Forel, psichiatra e entomologo svizzero (Morges, n. 1848 - Yvorne, † 1931)

## Registi(1)
- Auguste e Louis Lumière, regista e inventore francese (Besançon, n. 1862 - Lione, † 1954)

## Rugbisti a 15(1)
- Auguste Giroux, rugbista a 15 francese (Châteauneuf-sur-Loire, n. 1874 - Portel-des-Corbières, † 1953)

## Saggisti(1)
- Émile Bergerat, saggista, critico teatrale e drammaturgo francese (Parigi, n. 1845 - Neuilly-sur-Seine, † 1923)

## Schermidori(1)
- Georges Casanova, schermidore francese (Algeri, n. 1890 - Algeri, † 1932)

## Sciatori alpini(1)
- Auguste Aulnette, sciatore alpino francese (Cluses, n. 2002)

## Scrittori(4)
- Joseph Gratry, scrittore, teologo e presbitero francese (Lilla, n. 1805 - Montreux, † 1872)
- Auguste Le Breton, scrittore francese (Lesneven, n. 1913 - Parigi, † 1999)
- Auguste Maquet, scrittore e drammaturgo francese (Parigi, n. 1813 - Sainte-Mesme, † 1888)
- Auguste de Villiers de L'Isle-Adam, scrittore e commediografo francese (Saint-Brieuc, n. 1838 - Parigi, † 1889)

## Scrittrici(1)
- Auguste von Littrow, scrittrice e attivista austriaca (Praga, n. 1819 - Vienna, † 1890)

## Scultori(3)
- Auguste Cain, scultore francese (Parigi, n. 1822 - Parigi, † 1894)
- Auguste Ottin, scultore francese (Parigi, n. 1811 - Neuilly-sur-Seine, † 1890)
- Théodore Rivière, scultore francese (Tolosa, n. 1857 - Parigi, † 1912)

## Storici(2)
- Auguste Bouché-Leclercq, storico francese (Francières, n. 1842 - Nogent-sur-Marne, † 1923)
- Auguste Boullier, storico, letterato e politico francese (Roanne, n. 1832 - Roanne, † 1898)

## Storici dell'architettura(1)
- Auguste Choisy, storico dell'architettura francese (Vitry-le-François, n. 1841 - Parigi, † 1909)

## Tiratori a segno(1)
- Auguste Cavadini, tiratore a segno francese (Morbio Inferiore, n. 1865 - Parigi, † 1922)

## Velisti(1)
- Auguste Albert, velista francese (La Flèche, n. 1859 - La Flèche, † 1915)

## Vescovi cattolici(2)
- Auguste Gaspais, vescovo cattolico e missionario francese (Saint-Brieuc-de-Mauron, n. 1884 - Seysses, † 1952)
- Auguste Grimault, vescovo cattolico e missionario francese (La Selle-Craonnaise, n. 1883 - Langonnet, † 1980)

## Zoologi(1)
- Auguste Duméril, zoologo francese (Parigi, n. 1812 - Parigi, † 1870)

## Senza attività specificata(2)
- Auguste von Harrach, tedesca (Dresda, n. 1800 - Bad Homburg, † 1873)
- Auguste Strobl, tedesca (n. 1807 - Passavia, † 1871)